# Didier Gustin
Pour les articles homonymes, voir Gustin.
Didier Gustin, né le 26 avril 1966 à Bar-le-Duc (Meuse), est un imitateur et acteur français. 

## Biographie
Didier Gueusquin, dit Didier Gustin, naît à Bar-le-Duc dans la Meuse et passe une partie de sa petite enfance à Combles-en-Barrois (Meuse).[réf. nécessaire] Il part ensuite (vers ses 5 ans) pour le petit village de Coussey dans les Vosges.[réf. nécessaire]

### Carrière
Après un CAP dactylo et un BEP de comptabilité, il monte à Paris en 1987, grâce à Pascal Guillaume, pour se lancer dans la profession d'imitateur[réf. nécessaire]. Il participe ainsi à l'émission La Classe, présentée par Fabrice sur France 3. Son premier spectacle, Profession imitateur, écrit par Hubert Drac et lui-même, se produit en 1987 au Théâtre du Tourtour, dirigé par Jean Favre. Il part ensuite en tournée avec ce premier spectacle. L'année suivante, en 1988, il passe 3 jours au Théâtre de la Ville à Paris et il édite un 45 tours, La fabuleuse histoire du Petit Poucet / Croyez ce que vous voyez, chez Tréma. Cette année-là, il débute également à la radio, sur RMC. 
Sa tournée se poursuit jusqu'en 1992, et passe notamment par le café-théâtre du Splendid et le Café de la Gare. Cette même année, il débute au cinéma et tourne, sous la direction d'Yves Robert, dans la comédie Le Bal des casse-pieds, aux côtés notamment de Jean Rochefort, Jacques Villeret, Jean Yanne ou encore Miou-Miou. L'année précédente, il avait déjà mis un pied dans le 7e art, en imitant la voix de François Mitterrand dans L'Opération Corned Beef, de Jean-Marie Poiré, avec Christian Clavier et Jean Reno notamment. 
En 1993, il présente à la Comédie-Caumartin un nouveau spectacle, Meurtres au music-hall, sous forme de pièce de théâtre où il joue tous les rôles, puis partage l'année suivante l'affiche avec l'imitatrice Sandrine Alexi, toujours dans la salle de théâtre parisienne, à l'occasion d'un nouveau spectacle en duo. 
C'est en 1996 qu'il débute véritablement au théâtre dans une pièce de Peter Shaffer, Court circuit, mise en scène par Stephan Meldegg, avant de revenir au Café de la Gare pour un nouveau spectacle d'imitations, intitulé Best off. De 1998 à 2000, il apparaît également en tant que célébrité dans le jeu à succès Le Kadox, diffusé sur France 3 et présenté par Alexandre Debanne. 
Entre 1998 et 2002, il fait également les voix d'une partie des personnages Les Minikeums, diffusés sur France 3. 
En 2000, il s'associe avec son ami Jean-Marie Bigard pour l'écriture de son nouveau spectacle, Cent pour sans Gustin, qui deviendra En attendant Gustin. Il s'ensuit pour l'imitateur une tournée, avant de faire, l'année suivante, la première partie de Jean-Marie Bigard au Zénith de Paris puis le Palais des Glaces et le théâtre Déjazet, toujours à Paris. 
La même année, il débute dans le doublage d'animation, en prêtant sa voix au personnage principal du nouveau Disney, à savoir Kuzco, l'empereur mégalo. Une série dérivée de plus de 50 épisodes pour la télévision, Kuzco, un empereur à l'école, verra ensuite le jour. Il reprendra également son rôle en 2005 pour la suite du film, Kuzco 2 : King Kronk. Deux ans plus tôt, Disney avait à nouveau appel à lui pour Le Livre de la jungle 2.
En 2001 toujours, il rejoint l'équipe de Stéphane Bern dans Le fou du roi sur France Inter, après avoir effectué un passage de plusieurs mois sur RTL dans Les Grosses Têtes, avec Christophe Dechavanne à sa tête. 
En 2003, il tourne pour la télévision, en jouant dans un épisode de la série Louis la Brocante, avec Victor Lanoux, diffusée sur France 3 et lance son nouveau spectacle, Ça manque pas d'airs, au Palais des congrès de Paris. Pour ce nouveau show musical, l'imitateur est entouré de 4 musiciens. Il passera en 2005 à l'Olympia de Paris.

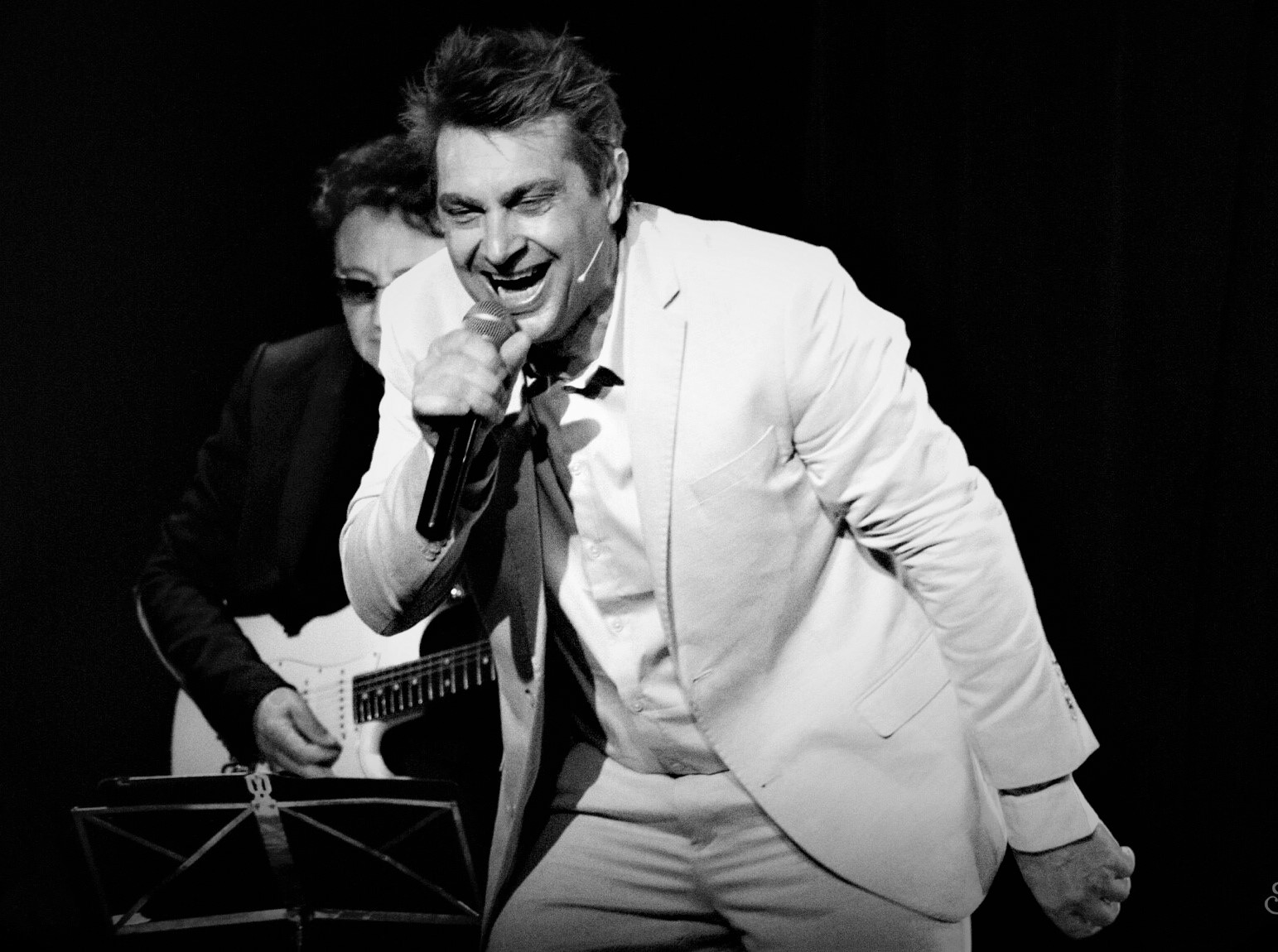
Didier Gustin sur scène.

De 2004 à 2005, il est tous les soirs sur Canal+ dans Le Grand Journal de Michel Denisot, où il interprète les voix de Marc-Olivier Fogiel et Thierry Ardisson pour des personnages 3D. En parallèle, il est sur Europe 1 tous les dimanches dans l'émission d'Ariane Massenet, les Peopl'ettes, où il brosse le portrait des invités en chansons.
2006 est une année portée par le cinéma. En effet, après avoir tourné dans un épisode d'Alice Nevers, le juge est une femme, diffusé sur TF1, cette année-là, il imite la voix de Jacques Chirac dans le film Dans la peau de Jacques Chirac de Karl Zéro et Michel Royer. Le film obtient la prestigieuse récompense du César du meilleur film documentaire. En 2012, l'imitateur reprend son rôle dans la suite, intitulée Chirac rebat la Campagne, diffusé sur Canal +, où il commente l'élection présidentielle française de 2012.  
En 2008, au Théâtre de la Gaîté-Montparnasse, il joue dans une nouvelle pièce de théâtre comique, Adam et Eve, ce n'est pas du tout ce que vous croyez, puis enchaîne l'année suivante avec Le siècle sera féminin, une nouvelle pièce.  
En 2009 toujours, il imite Nicolas Sarkozy dans la comédie française Envoyés très spéciaux, avec notamment Gérard Lanvin, Gérard Jugnot et Omar Sy.  
C'est en 2010 qu'il revient dans un nouveau spectacle d'imitation, Ajouter comme ami, un show musical où il est accompagné du guitariste Laurent Roubach. L'année suivante, le grand public le retrouve à la télévision, dans la série Section de recherches sur TF1. 
En 2012, il anime la septième saison d'Âge Tendre, la tournée des idoles, qui sillonne les plus grands Zéniths de France pendant un an, avec à l'affiche une dizaine d'artistes, dont Michel Delpech, Catherine Lara, Richard Anthony, Francis Lalanne ou encore Philippe Lavil. Il imite également durant le spectacle une dizaine des personnalités, dont Serge Gainsbourg, Gérard Depardieu et Raymond Devos, devant plus de 400 000 spectateurs au total. En parallèle de cette tournée, il tourne pour Canal + dans le téléfilm Les Anonymes, aux côtés de Mathieu Amalric, et revient au théâtre dans Le secret des cigales, de Patrick Sébastien.
Egalement populaire à la télévision, on le voit successivement dans Les Grands du Rire sur France 3, puis dans le jeu Mot de Passe, présenté par Patrick Sabatier sur France 2, jusqu'en 2014. Il participe également régulièrement à l'émission de Patrick Sébastien, Les Années Bonheur, sur France 2, jusqu'à son arrêt en 2019.
En 2014, de mars à mai, il présente à nouveau la tournée Âge Tendre, pour une tournée supplémentaire dans les plus grandes salles de France, notamment avec Isabelle Aubret, Alice Dona, Patrick Juvet ou encore Jeane Manson et Les Forbans. Il reprend ensuite la route et participe à la tournée des Éternels du Rire dans tous les zéniths de France, aux côtés de plusieurs humoristes, dont Jean-Marie Bigard, Popeck, Roland Magdane, Smaïn, Marc Jolivet ou encore Liane Foly. 
En 2015, il participe au doublage du nouveau film d'animation des studios Disney et Pixar, Vice-Versa, qui remporte l'Oscar du meilleur film d'animation, puis tourne dans la série télévisée À votre service pour MCETV, et participe à la tournée d'été du journal Nice-Matin, dans le Sud-Est. L'année suivante, il revient au théâtre avec Bon pour accord d'Éric Le Roch. 
En 2015 et 2016, il part en tournée avec son nouveau spectacle, Didier Gustin est inimitable, co-écrit avec Laurent Baffie, dans lequel il imite une trentaine d'artistes. 
En 2017, il crée un nouveau spectacle d'imitations, intitulé Ah ! Tu verras, en hommage à Claude Nougaro qu'il joue pendant deux ans, notamment au Festival d'Avignon, puis au Théâtre de l'Archipel, et participe au doublage d'un nouveau film d'animation, Drôles de petites bêtes, aux côtés notamment de Kev Adams et Virginie Efira.  
En 2018, il entame une tournée de deux ans dans la nouvelle pièce de théâtre de Patrick Sébastien, Le Sommelier, mis en scène par Olivier Lejeune, dans laquelle il donne la réplique à Philippe Chevallier. Durant l'automne 2019, il part en Méditerranée pour animer la croisière Âge Tendre, avec une dizaine d'artistes. 
Également en tournée avec son nouveau spectacle d'imitations, Il était une voix, pour fêter ses 30 ans d'imitations, depuis 2017, il poursuit le théâtre avec une nouvelle pièce, en 2020, intitulée Sans rancune, de Sam Bobrick, mais la crise sanitaire due au coronavirus a raison de sa participation.
À l'été 2021, on le retrouve dans un épisode de la série télévisée Camping Paradis, diffusée sur TF1, dans lequel il incarne un sosie de Johnny Hallyday.
À l'automne 2021, il part en tournée pour un an et demi avec une nouvelle pièce de théâtre, Les Cachottiers, aux côtés de Thierry Beccaro et Julien Cafaro. En parallèle, il poursuit sa tournée solo avec son spectacle d'imitations. 
Outre ces deux spectacles, il prête sa voix au film d'animation Les voisins de mes voisins sont mes voisins, aux côtés d'Arielle Dombasle et Valérie Mairesse notamment, qui sort en février 2022.
2024, Il écrit un spectacle avec Eric Bouvron, qui le met également en scène, « Johnny libre dans ma tête » est  une pièce musicale d’humour qui passera par le festival le Mois Molière à Versailles, où il sera joué dans les écuries de Bartabas, et lors du festival d’Avignon 2025, au théâtre du Petit Louvre.

### Famille
- Didier Gustin a une sœur, Cathy, et deux frères, Jean-Claude et Patrick. Didier est divorcé.

## Bilan artistique

### Imitations
Didier Gustin imite plus de 200 voix :
- Des chanteurs : Bénabar, Phil Collins, Louis Armstrong, Vianney, Gims, Sting, Ray Charles, David Bowie, Joe Cocker, U2, Paolo Conte, Bénabar, Cali, Calogero, Vincent Delerm, K. Maro, Louise Attaque, -M-, Raphael, Grand Corps Malade, Christophe Maé, Alain Bashung, Patrick Bruel, Étienne Daho, Gérald de Palmas, Stephan Eicher, Garou, Marc Lavoine, Johnny Hallyday, Julio Iglesias, Michel Jonasz, Maxime Le Forestier, Enrico Macias, Eddy Mitchell, Michel Polnareff, Renaud, Michel Sardou, Pierre Bachelet, Georges Brassens, Jacques Brel, Serge Gainsbourg, Yves Montand, Claude Nougaro, Dany Brillant.
- Des gens de télévision : Thierry Ardisson, Marc-Olivier Fogiel, Stéphane Bern, Michel Drucker.
- Des personnalités politiques : Nicolas Sarkozy, Jacques Chirac, François Hollande, Jean-Marie Le Pen, François Mitterrand.
- Des comiques : Coluche, Guy Bedos, Jean-Marie Bigard, Dany Boon, Régis Laspalès, Pierre Palmade, Popeck, Coluche, Raymond Devos, Albert Dupontel.
- Des personnalités : Jean-Pierre Coffe, Maïté, Hubert Reeves.
- Des acteurs : Jean Gabin, Michel Galabru, Christian Clavier, Gérard Depardieu, Fabrice Luchini, Jean-Pierre Marielle, François Morel, Bourvil, Henri Salvador, Jacques Villeret, Philippe Noiret, Michel Serrault.

### Spectacles
- 1987 - 1988 : Profession imitateur
- 1990 - 1992 : Café de la Gare, second spectacle
- 1993 - 1996 : Meurtres au music-hall
- 1997 - 1999 : Best of
- 2000 - 2002 : Cent pour sans Gustin
- 2003 - 2004 : Ca manque pas d'airs
- 2010 : Ajouter comme ami
- 2012 - 2013 : Âge Tendre, la tournée des idoles - Saison 7 - Animation & imitations
- 2014 : Les éternels du rire
- 2014 - 2015 : Didier Gustin part en live
- 2015 - 2016 : Didier Gustin est inimitable
- 2017 - 2018  : Ah ! Tu verras, hommage à Claude Nougaro
- Depuis 2017 : Il était une voix

•  Depuis 2024 : Johnny libre dans ma tête »

### Théâtre
- 1996 : Court circuit[1]
- 2009 : Adam et Eve, ce n'est pas du tout ce que vous croyez[1]
- 2010 : le siècle sera féminin[1]
- 2013 : Le secret des cigales de Patrick Sébastien
- 2016 : Bon pour accord d'Éric Le Roch, tournée
- 2016 : Pour le meilleur et pour le rire de Lionel Gédébé, mise en scène Jean-Pierre Dravel et Olivier Macé, tournée
- 2018 - 2019 : Le Sommelier de Patrick Sébastien, mise en scène Olivier Lejeune, théâtre Tête d'Or et tournée
- 2020 : Sans rancune de Sam Bobrick et Ron Clarck, mise en scène Jeoffrey Bourdenet, tournée et théâtre Tête d'Or
- 2021 - 2022 : Les Cachottiers de Luc Chaumar, mise en scène Olivier Macé, tournée

### Filmographie

#### Cinéma
- 1992 : Le Bal des casse-pieds d'Yves Robert : le gominé

#### Courts-métrages
- 2011 : Pourquoi pas Blanche-Neige pendant qu'on y est, de Joël Olivier : Cyrano
- 2013 : Link 2, au profit de la Croix-Rouge : le commandant
- 2022 : Anxiogène, le film, d'Emilien Fabrizio

#### Télévision
- 1997 : Les Midis d'RTL9
- 2003 : Louis la Brocante sur France 3 dans l'épisode Louis et le violon noir : Jean-Do, le brocanteur homosexuel dont l'ex-femme de Louis tombe amoureux
- 2005 : La famille Zappon : Lucas Quinton
- 2005 : Alice Nevers, le juge est une femme sur TF1 dans l'épisode Mince à mourir : Le directeur artistique
- 2005 : L'homme qui voulait passer à la télé sur France 2
- 2007 : Pourquoi les manchots n'ont-ils pas froid aux pieds ?
- 2011 : Section de recherches sur TF1 dans l'épisode Crève-cœur : Christian Cheron
- 2011 : Gustin et la machine à rêves sur Comédie+ : Jean-Pierre Huguet
- 2012 : Chirac rebat la campagne[4], suite de Dans la peau de Jacques Chirac diffusée exclusivement sur Canal +
- 2013 : Les Anonymes de Pierre Schoeller sur Canal +
- 2015 : À votre service de Florian Hessique sur MCETV : Lui-même
- 2021 : Camping Paradis sur TF1, dans l'épisode Allumer le camping : Johnny Barth, sosie de Johnny Hallyday

### Doublage

#### Films
- 1991 : L'Opération Corned-Beef de Jean-Marie Poiré : le président François Mitterrand
- 2005 : Dans la peau de Jacques Chirac[1] : le président Jacques Chirac
- 2009 : Envoyés très spéciaux : le président Nicolas Sarkozy
- 2010 : L'Illusionniste, de Sylvain Chomet[1]

#### Films d'animation
- 2001 : Kuzco, l'empereur mégalo : Kuzco[1]
- 2003 : Le Livre de la jungle 2 : M.C
- 2005 : Kuzco 2 : King Kronk : Kuzco
- 2006 : The Wild : Nigel, le koala
- 2015 : Vice-Versa : Bing Bong
- 2017 : Drôles de petites bêtes : Incognito
- 2022 : Les voisins de mes voisins sont mes voisins : Monsieur Demy

#### Émissions
- 1998 - 2002 : Les Minikeums[2] sur France 3

#### Série animée
- 2002 - 2004 : Esprit fantômes sur TF1 : Désastre
- 2006 - 2008 : Kuzco, un empereur à l'école sur TF1 : Kuzco

## Bilan médiatique

### Radio
- 1988 - 1989 : Les Caméléons sur RMC
- 1989 - 1990 : L'Oreille en coin sur France Inter
- 1991 : Mécéki sur Europe 1
- 1992 - 1994 : Tout le monde déguste avec Danièle Gilbert sur RMC
- 1994 - 1995 : Trois bien frappés avec Sandrine Alexi et Lionel Cassan sur RMC
- 1997 : Dans tous les sens avec Laurent Ruquier sur France Inter
- 2000 : Les Grosses Têtes avec Christophe Dechavanne sur RTL
- 2000 - 2011 : Le Fou du roi avec Stéphane Bern sur France Inter
- 2001 - 2004 : Les tontons fouteux avec Pierre Sled sur RTL
- 2004 - 2005 : Les Peopl'ettes avec Ariane Massenet sur Europe 1

### Télévision
- 1987 – 1994[5] : La Classe sur France 3
- 1998 – 2000[5] : Le Kadox sur France 3, en tant que célébrité.
- 2004 – 2005 : Le Grand Journal sur Canal +
- 2006 – 2007 : Les Grands du rire sur France 3 (8 émissions)
- 2007 : Pour le meilleur et pour le rire : Les grands du rire en croisière sur France 3 (6 émissions)
- 2009- 2014 : Mot de passe sur France 2, en tant que célébrité jouant avec les candidats (apparition sporadique).
- 1995, 2002, 2011 : Fort Boyard sur France 2 (candidat)